# Phật giáo Bộ phái

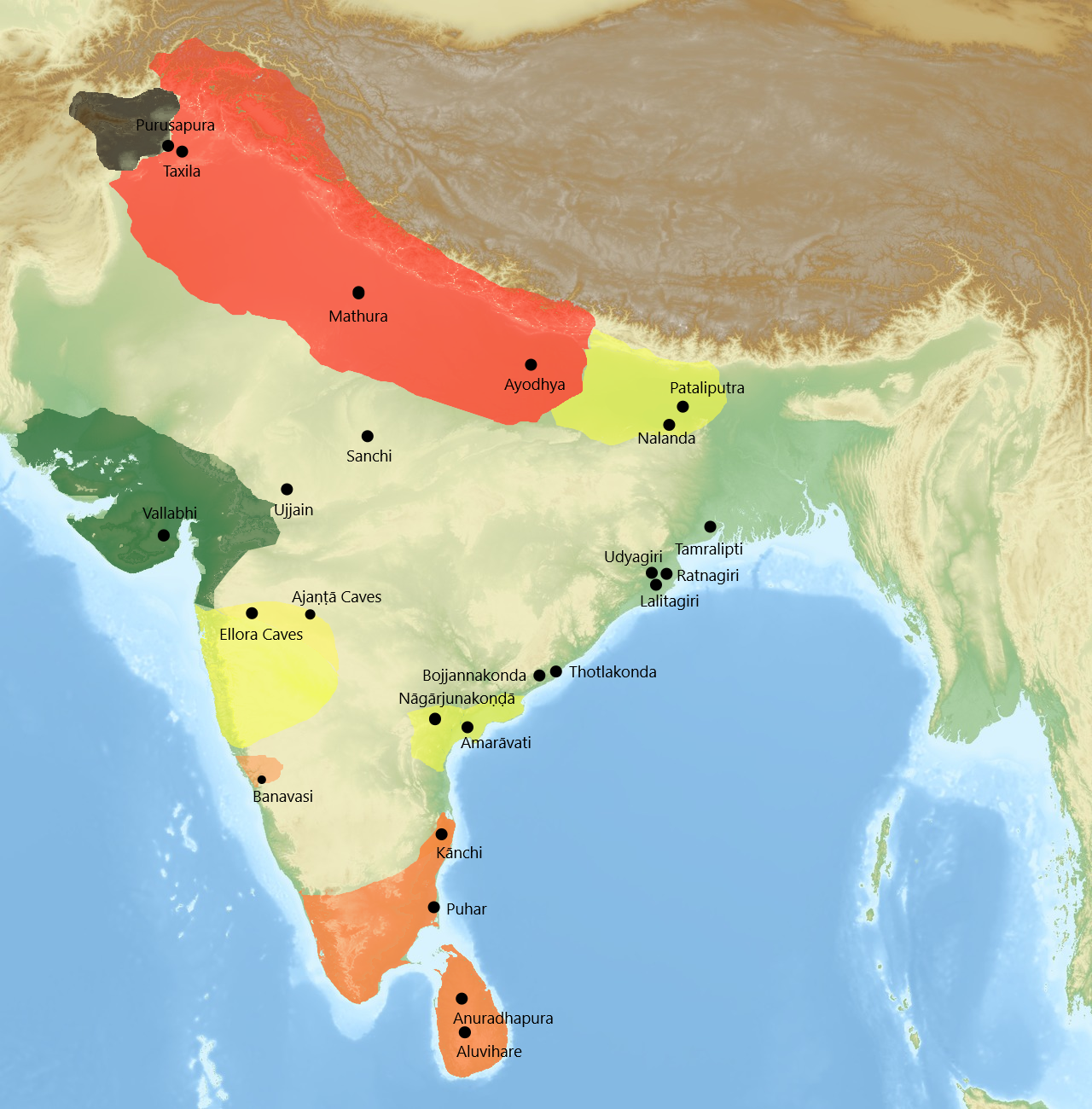
Bản đồ các trung tâm địa lý chính của các trường phái Phật học lớn ở Nam Á, vào khoảng thời gian Huyền Trang du hành đến vào thế kỷ VII.
- Màu đỏ: trường phái Sarvāstivāda phi Pudgalavāda
- Màu cam: các trường Vibhajyavāda phi Dharmaguptaka
- Màu vàng: Mahāsāṃghika
- Màu lục: Pudgalavāda
- Màu xám: Dharmaguptaka
Lưu ý: các trường phái màu đỏ và xám đã đưa ra một số ý tưởng ban đầu của Phật giáo Đại thừa và trường phái màu cam là nhánh Sri Lanka (xem Tamrashatiya), nguồn gốc của Phật giáo Nguyên thủy hiện đại.

Thời kỳ Bộ phái đề cập đến giai đoạn một số cộng đồng saṅgha tu sĩ Phật giáo tách ra sớm nhất trong lịch sử Phật giáo. Sự phân chia nay ban đầu là do sự khác biệt về các lý giải trong Luật tạng và sau đó cũng là do sự khác biệt về giáo lý và sự cách biệt về địa lý của các nhóm tu sĩ.
Những cộng đồng saṅgha tách ra thành các bộ phái (nikāya) sơ khai đầu tiên (thường được cho là Sthavira nikāya và Mahāsāṃghika) ở khoảng thời gian đáng kể sau khi Thích-ca Mâu-ni qua đời. Theo học giả Collett Cox "hầu hết các học giả sẽ đồng ý rằng mặc dù nguồn gốc của những bộ phái được công nhận sớm nhất có trước thời kỳ [hoàng đế] Aśoka, nhưng sự chia tách thực sự của họ đã không xảy ra cho đến sau khi ông qua đời." 
Sau đó, những bộ phái ban đầu này tiếp tục chia thành nhiều bộ phái khác như Sarvāstivādin, Dharmaguptaka, và Vibhajyavāda, và cuối cùng, được ghi nhận có khoảng 18 hoặc 20 bộ phái khác nhau theo các tài liệu truyền thống Phật giáo. Trên thực tế, có một số ghi chép trùng lặp về các bộ phái trong các tài liệu truyền thống Phật giáo, rất có thể là do nhầm lẫn giữa các tên gọi thay thế của các bộ phái. Các học giả cho rằng các con số 18 truyền thống chỉ là mang tính quy ước.
Các tài liệu kinh văn được chia sẻ bởi các bộ phái sơ khai thường được gọi là kinh văn Phật giáo Sơ kỳ và đây là nguồn quan trọng để hiểu những điểm tương đồng và khác biệt về giáo lý của họ.

## Lịch sử phát triển

### Đại hội kết tập đầu tiên
Theo kinh điển (Cullavagga XI.1 ff), ba tháng sau khi Thích-ca Mâu-ni qua đời, Đại hội kết tập đầu tiên được tổ chức tại Rajagaha bởi một số đệ tử của ngài đã đắc quả A-la-hán. Về điểm này, truyền thống Theravāda cho rằng không có xung đột nào về những gì Đức Phật đã dạy xảy ra; các bài giảng được chia thành nhiều phần khác nhau và mỗi phần được giao cho một trưởng lão và các học trò của ông ấy ghi nhớ.
Tuy nhiên, không hẳn các nội dung kinh văn kết tập trong đại hội được một số trưởng lão trong tăng đoàn đồng thuận hoàn toàn. Trưởng lão Purāṇa được ghi nhận đã tuyên bố là chỉ thọ trì những gì mình trực tiếp nghe từ bậc Đạo sư. " [Luật tạng: Cullavagga XI:1:11]. Theo đó, Purāṇa tuyên bố có 8 điều giới luật mà ông thọ ký lại không có trong Luật tụng.
Một số học giả phủ nhận rằng hội đồng đầu tiên đã thực sự diễn ra.  

### Đại hội kết tập thứ hai
Đại hội kết tập lần thứ hai đã diễn ra khoảng một trăm năm sau Đức Phật nhập Niết bàn. Hầu như tất cả các học giả đều đồng ý rằng Đại hội kết tập thứ hai là một sự kiện lịch sử. Các tài liệu truyền thống mô tả liên quan đến Đại hội kết tập thứ hai khá là khó hiểu và mơ hồ, nhưng hầu hết học giả đều đồng ý rằng kết quả của nó là cuộc chia rẽ đầu tiên trong tăng đoàn, giữa Sthavira nikāya và Mahāsāṃghika, dù không có sự thống nhất về những nguyên nhân thực sự gây chia rẽ.

### Thời kỳ giữa Đại hội thứ hai và thứ ba
Các nguồn văn bản đồng ý rằng sự chia rẽ đầu tiên là giữa Sthaviravāda và Mahāsāṃghika. Tuy nhiên, sau sự phân chia ban đầu này, nhiều sự phân tách tiếp tục diễn ra sau đó. Một số học giả hiện đại cho rằng sự chia rẽ đầu tiên xảy ra vào thời kỳ giao thoa giữa Đại hội thứ hai và thứ ba, và có lẽ là về giới luật. Tuy nhiên, chỉ có hai nguồn cổ (danh sách thứ ba của Dīpavaṃsa và Bhavya) đặt sự kiện này trước thời kỳ Aśoka, và không có nguồn nào cho rằng việc chia rẽ này là do tranh chấp về thực hành Luật tạng.

### Đại hội thứ ba dưới thời Aśoka
Phần lớn tài liệu truyền thống Phật giáo cho rằng đã có 18 bộ phái được hình thành, nhưng các nguồn khác nhau lại đưa ra các danh sách khác nhau về chúng. Do đó, các học giả hiện đại kết luận rằng con số này chỉ mang tính quy ước.
Truyền thống Thượng tọa bộ cho rằng Đại hội kết tập kinh điển Phật giáo lần thứ ba đã được tổ chức vào thế kỷ thứ 3 trước Công nguyên, dưới sự bảo trợ của Aśoka. Tuy có những giả thuyết khác nhau về tính xác thực của Đại hội thứ ba này, nhưng các học giả hiện đại thường chấp nhận rằng một hoặc một số tranh chấp đã xảy ra dưới triều đại của Aśoka, liên quan đến cả vấn đề giáo pháp và giới luật (vinaya), dù những tranh chấp này có thể không quá quan trọng đến mức hình thành một đại hội kết tập. Vào thời Aśoka, bộ phái Sthavira đã chia rẽ thành ba bộ phái nhỏ hơn, có sự khác biệt về giáo pháp, nhưng chưa thực sự trở thành những tông phái Phật giáo riêng biệt như sau này.
Sự phân biệt liên quan đến sự tồn tại của các pháp (dhamma) trong quá khứ, hiện tại và tương lai. Phiên bản kinh điển được thành lập tại hội đồng thứ ba, bao gồm Luật tạng, Kinh tạng và Luận tạng (gọi chung là "Tam tạng"), đã được con trai của Hoàng đế Aśoka, Đại đức Mahinda, mang đến Sri Lanka. Tại đây, cuối cùng các kinh điển cũng lập thành văn tự bằng ngôn ngữ Pali. Bộ kinh điển Pāli vẫn là bộ kinh điển Nikāya hoàn chỉnh nhất còn sót lại, mặc dù phần lớn bộ kinh điển của Sarvāstivādin còn tồn tại trong bản dịch chữ Hán, một số phần khác tồn tại trong bản dịch tiếng Tạng, các đoạn còn sót lại trong các bản chép tay tiếng Phạn, trong khi các phần của các kinh điển khác nhau (đôi khi không được xác định), tồn tại bằng chữ Hán và các đoạn trong các phương ngữ Ấn Độ khác nhau.

### Sự phát triển trong và sau Đại hội thứ ba
Dù sự thật đằng sau lời tường thuật của Theravādin là gì đi nữa, thì vào khoảng thời kỳ Aśoka, sự chia rẽ sâu sắc hơn bắt đầu xảy ra trong Phật giáo và một số bộ phái bổ sung đã xuất hiện, bao gồm Sarvāstivāda và Saṃmitīya. Tất cả các trường phái sơ khai của Phật giáo Nikāya cuối cùng được gọi chung là "mười tám bộ phái" trong các nguồn sau này. Ngoại trừ Theravāda, không có bộ phái nào trong số những trường phái đầu tiên này tồn tại sau thời kỳ cuối thời trung cổ, dù một số lượng đáng kể tài liệu kinh điển của chúng vẫn còn tồn tại, chủ yếu là qua các bản dịch chữ Hán. Hơn nữa, nguồn gốc của các học thuyết Mahāyāna cụ thể có thể được sáng tỏ trong giáo lý của một số trường phái sơ khai này, đặc biệt là trong Mahāsānghika và Sarvāstivāda.
Trong và sau hội đồng kết tập thứ ba, các thành viên của nhóm Sthavira tự gọi mình là Vibhajjavādin. Một phần của nhóm này được truyền đến Sri Lanka và một số khu vực nhất định ở miền nam Ấn Độ, chẳng hạn như Vanavasi ở phía tây nam và vùng Kañci ở phía đông nam. Nhóm này sau đó không còn tự gọi mình cụ thể là "Vibhajjavādin", mà quay lại gọi mình là "Theriya", theo tên gọi của Thera (Sthavira) trước đó. Tuy nhiên sau đó, vào một thời điểm nào đó trước thời Dipavamsa (thế kỷ thứ 4), danh xưng Theravāda theo tiếng Pali đã được thông qua và được sử dụng kể từ đó cho nhóm này cho đến tận ngày nay.
Các Pudgalavādin còn được gọi là Vatsiputrīya theo tên người sáng lập giai thoại của họ. Sau đó nhóm được gọi là Sammitīya và tan rã vào khoảng thế kỷ 9 hoặc 10 CN. Tuy nhiên, trong phần lớn thời kỳ đầu thời trung cổ, trường phái Sammitīya về số lượng là nhóm Phật giáo lớn nhất ở Ấn Độ, với số lượng tín đồ nhiều hơn tất cả các bộ phái khác cộng lại. Trường phái Sarvāstivādin nổi bật nhất ở phía tây bắc Ấn Độ và cung cấp một số học thuyết sau này được Mahāyāna áp dụng. Một nhóm khác có liên hệ với Sarvāstivāda là trường phái Sautrāntika, chỉ thừa nhận thẩm quyền của kinh và bác bỏ pháp môn do cánh Vaibhāṣika của Sarvāstivāda truyền và giảng dạy. Dựa trên những cân nhắc về văn bản, người ta cho rằng các Sautrāntika thực sự là tín đồ của Mūlasarvāstivāda. Tuy nhiên, mối quan hệ giữa Sarvāstivāda và Mūlasarvāstivāda là không rõ ràng.
Etienne Lamotte chia các trường phái Phật giáo chính thống thành ba loại giáo lý chính: 
1. Thuyết “Tự ngã”, như Pudgalavādin Vātsīputrīya và Saṃmittīya
2. Thuyết "Hiện thực", cụ thể là Theravāda tán thành Abhidharma và Sarvāstivāda Ābhidharmikas
3. Thuyết “Duy danh”, như Mahāsāṃghika Prajñaptivādin, và có thể là những Sthaviravadin không tán thành Abhidharma.

Giữa thế kỷ thứ nhất trước Công nguyên và thế kỷ thứ nhất sau Công nguyên, các thuật ngữ "Mahāyāna" (Đại thừa) và "Hīnayāna" (Tiểu thừa) lần đầu tiên được sử dụng trong kinh văn, chẳng hạn như trong Kinh Pháp Hoa .

### Đại thừa
Mặc dù các bộ phái sơ kỳ của Phật giáo đôi khi được phân loại một cách lỏng lẻo là "Hīnayāna" trong thời hiện đại, nhưng điều này không nhất thiết phải chính xác. Theo Jan Nattier, Mahāyāna không bao giờ đề cập đến một bộ phái Phật giáo riêng biệt (nikāya), mà là tập hợp các lý tưởng và học thuyết dành cho các vị bồ tát. Paul Williams cũng đã lưu ý rằng Đại thừa chưa bao giờ và cũng chưa bao giờ cố gắng có một dòng giới luật hay giới luật riêng biệt từ các trường phái Phật giáo sơ kỳ, và do đó, mỗi bhikṣu hoặc bhikṣuṇi trung thành với Đại thừa đều chính thức thuộc về một trường phái sơ kỳ.
Tư cách thành viên trong các nikāya này, hoặc các dòng truyền thừa, vẫn tiếp tục cho đến ngày nay với các truyền thống Dharmaguptaka (Pháp Tạng bộ) ở Đông Á, và Mūlasarvāstivāda (Căn bản Thuyết nhất thiết hữu bộ) trong Phật giáo Tây Tạng. Do đó, Mahāyāna chưa bao giờ là một bộ phái đối địch riêng biệt của các trường phái sơ kỳ. Paul Harrison làm rõ rằng trong khi các tu sĩ Đại thừa thuộc về một nikāya, không phải tất cả các thành viên của một nikāya đều là những người theo Đại thừa. Theo ghi chép của các du tăng Trung Quốc từng đến Ấn Độ, chúng ta được biết rằng các tăng sĩ Đại thừa và không phải Đại thừa ở Ấn Độ thường sống trong cùng một tu viện cạnh nhau. Ngoài ra, Isabella Onians lưu ý rằng các tác phẩm Đại thừa hiếm khi sử dụng thuật ngữ Hīnayāna, thay vào đó thường sử dụng thuật ngữ Śrāvakayāna.
Đại sư Nghĩa Tịnh đã viết về mối quan hệ giữa các "phương tiện" (yāna, thừa) khác nhau và các trường phái Phật giáo sơ kỳ ở Ấn Độ. Ông viết, "Ở Tây Thiên tồn tại nhiều phân khu của các trường có nguồn gốc khác nhau, nhưng chỉ có bốn trường chính có truyền thống liên tục." Những trường phái này là Mahāsāṃghika, Sthavira, Mūlasarvāstivāda và Saṃmitīya. Giải thích về sự liên kết giáo lý của họ, sau đó ông viết, "Trường phái nào trong bốn trường phái nên được nhóm lại với Đại thừa hay với Tiểu thừa vẫn chưa được xác định." Điều đó có nghĩa là, không có sự tương ứng đơn giản giữa một dòng tự viện Phật giáo, và liệu các thành viên của nó có học các giáo lý "Hīnayāna" hay "Mahāyāna" hay không.

### Các du tăng Trung Quốc
Trong thiên niên kỷ thứ nhất, các nhà sư từ Trung Quốc như Pháp Hiển, Huyền Trang và Nghĩa Tịnh đã hành hương đến Ấn Độ và viết những câu chuyện về chuyến đi của họ khi họ trở về nhà. Những ghi chép du hành của Trung Quốc này tạo thành những nguồn thông tin vô cùng quý giá liên quan đến tình trạng của Phật giáo ở Ấn Độ trong thời kỳ đầu thời trung cổ.
Vào thời điểm các đại sư Huyền Trang và Nghĩa Tịnh đến thăm Ấn Độ, có năm trường phái Phật giáo sơ khai mà họ đề cập đến thường xuyên hơn nhiều so với những trường phái khác. Họ nhận xét rằng Sarvāstivāda/Mūlasarvāstivāda, Mahāsāṃghika, và Saṃmitīya là những trường phái Phật giáo nguyên thủy chính vẫn còn tồn tại ở Ấn Độ, cùng với bộ phái Sthavira. Dharmaguptakas tiếp tục được tìm thấy ở Gandhāra và Trung Á, dọc theo Con đường Tơ lụa.

## Mười tám bộ phái
Các tài liệu thường đề cập đến 18 bộ phái Phật giáo trong thời kỳ này. Mặc dù vậy, vẫn chưa có sự chia rẽ về thể chế trong saṅgha. Đại sư Huyền Trang đã quan sát ngay cả khi Đại thừa bắt đầu xuất hiện từ thời đại này rằng các nhà sư của các bộ phái khác nhau vẫn sống cạnh nhau trong tự viện và tham dự các buổi thuyết giảng giống nhau. Chỉ có những cuốn sách mà họ đọc là khác nhau. Thứ hai, không có nguồn lịch sử nào có thể thống nhất tên của "18 bộ phái" này là gì. Do đó, nguồn gốc của thuật ngữ "18 bộ phái" này là không rõ ràng.
Dưới đây là danh xưng của các bộ phái, được đưa ra bởi các nguồn khác nhau.

### TheoDipavamsa
Danh sách này được lấy từ biên niên sử Sri Lanka, Dipavamsa (thế kỷ thứ 3–4 CN) và Mahavamsa (thế kỷ thứ 5 CN).
- Sthaviravāda / Vibhajjavāda / Theravāda
  - Mahīśāsaka – phân ly đầu tiên
    - Sarvāstivāda – phân ly thứ ba
      - Kāśyapīya – phân ly thứ tư
        - Sankrantika [zh] – phân ly thứ năm
          - Sautrāntika – phân ly thứ sáu

    - Dharmaguptaka – phân ly thứ ba

  - Vatsīputrīya – phân ly đầu tiên
    - Dharmottariya [zh] – phân ly thứ hai
    - Bhadrayānīya – phân ly thứ hai
    - Sannāgarika – phân ly thứ hai
    - Saṃmitīya – phân ly thứ hai
- Mahāsāṃghika
  - Gokulika – phân ly đầu tiên
    - Prajñaptivāda – phân ly thứ hai
    - Bahuśrutīya – phân ly thứ hai

  - Ekavyahārikas – phân ly đầu tiên
  - Caitika – phân ly thứ ba, theo Dipavamsa, nhưng trong Mahavamsa, nó được cho là phát sinh từ Pannati và Bahussutaka

Ngoài ra, Dipavamsa liệt kê sáu bộ phái sau đây mà không xác định các trường phái phát sinh từ đó:
- Hemavatika (tiếng Phạn: Haimavata)
- Rajagiriya
- Siddhatthaka
- Pubbaseliya
- Aparaseliya (tiếng Phạn: Aparaśaila)
- Aparajagirika

### Theo Vasumitra
Danh sách này được lấy từ Samayabhedo Paracana Cakra, tác giả của nó là Vasumitra (mất năm 124 TCN), một tu sĩ của phái Nhất thiết hữu bộ.
- Sthaviravāda
  - Haimavata [zh] – phân ly đầu tiên; được Sarvāstivādins gọi là "Trường phái Sthavira nguyên thủy", nhưng trường phái này chỉ có ảnh hưởng ở phía bắc Ấn Độ.
  - Sarvāstivāda – phân ly đầu tiên
    - Vatsīputrīya – phân ly thứ hai
      - Dharmottarīya [zh] – phân ly thứ ba
      - Bhadrayānīya – phân ly thứ ba
      - Saṃmitīya – phân ly thứ ba
      - Sannāgarika – phân ly thứ ba

    - Mahīśāsaka – phân ly thứ tư
      - Dharmaguptaka – phân ly thứ năm

    - Kāśyapīya – phân ly thứ sáu
    - Sautrāntika – phân ly thứ bảy
- Mahāsāṃghika
  - Ekavyahārikas – phân ly đầu tiên
  - Lokottaravāda – phân ly đầu tiên
  - Gokulika – phân ly đầu tiên
  - Bahuśrutīya – phân ly thứ hai
  - Prajñaptivāda – phân ly thứ ba
  - Caitika – phân ly thứ tư
  - Apara Śaila – phân ly thứ tư
  - Uttara Śaila – phân ly thứ tư

### Theo Vinitadeva
Vinitadeva (khoảng 645–715) là một tu sĩ Mūlasarvāstivādin .
- Sthaviravāda
  - Jetavaniya
  - Abhayagirivasin
  - Mahaviharavasin
- Sammatiya
  - Kaurukullaka
  - Avantaka
  - Vatsīputrīya
- Sarvastivadin
  - Mūlasarvāstivādin
  - Kasyapiya
  - Mahisasaka
  - Dharmaguptaka
  - Bahuśrutīya
  - Tamrasatiya
  - Vibhajyavadin
- Mahāsāṃghika
  - Purvasaila
  - Aparasaila
  - Haimavata
  - Lottaravadin
  - Prajñaptivāda

### TheoŚāriputraparipṛcchā
Śāriputraparipṛcchā là một sử liệu của Mahāsāṃghikan .
- Sthaviravāda
  - Sarvāstivāda
    - Mahisasaka
    - Dharmaguptaka
    - Suvarsa

  - Vatsīputrīya
    - Dharmottarīya [zh]
    - Bhadrayaniya
    - Sammatiya
    - Sannagarika

  - Kāśyapīya
  - kinh vadin
  - Samkrantika [zh]
- Mahāsāṃghika
  - Vyavahara
  - Lokottaravāda
  - gokulika
  - Bahuśrutīya
  - Prajñaptivāda
  - Mahadeva
  - Caitika
  - Uttarashaila

### Hai mươi bộ phái theo kinh điển Đại thừa Hán ngữ
Sthaviravāda (上座部) được chia thành 11 bộ phái. Đó là: Sarvāstivādin (説一切有部), Haimavata (雪山部), Vatsīputrīya (犢子部), Dharmottara (法上部), Bhadrayānīya (賢冑部), Sammitīya (正量部), Channagirika (密林山部), Mahisasaka (化地部), Dharmaguptaka (法蔵部), Kāśyapīya (飲光部), Sautrāntika (経量部).
- Sthaviravāda, sau này là Haimavata [zh]
  - Sarvāstivādin
    - Vatsīputrīya
      - Dharmottara
      - Bhadrayānīya
      - Sammitīya
      - Channagirika ( Sannāgarika )

    - Mahisasaka
      - Dharmaguptaka

    - Kāśyapīya
    - Sautrāntika

Mahāsāṃghika (大衆部) được chia thành 9 bộ phái. Có: Ekavyahārika (一説部), Lokottaravāda (説出世部), Gokulika (鶏胤部), Bahuśrutīya (多聞部), Prajñaptivāda (説仮部), Caitika (制多山部), Aparaśaila (西山住部) ), và Uttaraśaila (北山住部).
- Mahāsāṃghika
  - Ekavyahārika
  - Caitika
  - Lokottaravādin
  - Aparaśaila
  - gokulika
  - Uttaraśaila
  - Bahuśrutīya
  - Prajñaptivāda

### Danh sách kết hợp
- Sthaviravāda
  - Pudgalavāda (khoảng 280 TCN)
    - Vatsīputrīya (thời Aśoka ) tên sau: Saṃmitīya
    - Dharmottarīya [zh]
    - Bhadrayānīya
    - Sannagarika

  - Vibhajjavāda (trước 240 TCN; dưới thời Aśoka )
    - Theravāda (khoảng 240 TCN)
    - (Kāśyapīya (sau 232 TCN)) [note 1]
    - (Mahīśāsaka (sau 232 TCN)) [note 1]
      - (Dharmaguptaka (sau 232 TCN)) [note 1]

  - Sarvāstivāda (c. 237 TCN)
    - (Kāśyapīya (sau 232 TCN)) [note 1]
    - (Mahīśāsaka (sau 232 TCN)) [note 1]
      - (Dharmaguptaka (sau 232 TCN)) [note 1]

    - Sautrāntika (giữa 50 TCN và c. 100 CE)
    - Mūlasarvāstivāda (thế kỷ thứ 3 và thứ 4)
    - Vaibhāṣika
- Mahāsāṃghika
  - Ekavyahārika (thời Aśoka )
    - Lokottaravāda

  - Gokulika (trong Aśoka )
    - Bahuśrutīya (cuối thế kỷ thứ ba TCN)
    - Prajñaptivāda (cuối thế kỷ thứ ba TCN)

  - Caitika (giữa thế kỷ thứ nhất TCN)
    - Apara Śaila
    - Uttara Śaila

Học giả Phật giáo Canada nổi tiếng AK Warder (Đại học Toronto) xác định 18 bộ phái Phật giáo đầu tiên sau đây (theo thứ tự thời gian gần đúng): Sthaviravada, Mahasamghika, Vatsiputriya, Ekavyavaharika, Gokulika (aka Kukkutika, v.v. ), Sarvastivada, Lokottaravāda, Dharmottariya, Bhadrayaniya, Sammitiya, Sannagarika, Bahusrutiya, Prajnaptivada, Mahisasaka, Haimavata (hay còn gọi là Kasyapiya ), Dharmaguptaka, Caitika, và Apara và Uttara (Purva) Saila. Warder nói rằng đây là những trường phái Phật giáo đầu tiên vào khoảng năm 50 trước Công nguyên, cùng khoảng thời gian mà Kinh điển Pali lần đầu tiên được cam kết viết và ngày bắt đầu giả định của giáo phái Nguyên thủy, mặc dù thuật ngữ 'Theravada' không được sử dụng trước thế kỷ thứ tư. thế kỷ CE (xem Ajahn Sucitto, "What Is Theravada" (2012); xem thêm AK Warder, Indian Buddhism, 3rd rev. ed. (Delhi: Motilal Banarsidass, 2000), chương 8 và 9).

## Di sản
Trường phái Theravāda của Sri Lanka, Myanmar và Thái Lan là hậu duệ của trường phái Sthaviravādin và (cụ thể hơn) trường phái Vibhajjavāda. Nó đã trải qua hai lần thay đổi tên. Trong các tài liệu của Ấn Độ, đôi khi nó được gọi là "Tāmraparnīya" (dòng Sri Lanka), nhưng không có dấu hiệu nào cho thấy điều này đề cập đến bất kỳ thay đổi nào trong giáo lý hoặc kinh sách, trong khi rất rõ ràng là nó đề cập đến vị trí địa lý. Vào một thời điểm nào đó trước khi tài liệu Dipavamsa ra đời (thế kỷ thứ 4), nó đã được đổi thành "Theravāda", có lẽ để nhấn mạnh lại mối quan hệ với nguyên bản "Sthaviravāda", là phiên bản tiếng Phạn của thuật ngữ Pāli "Theravāda".
Trường phái Theravāda là trường phái duy nhất còn lại gần như hoàn toàn phù hợp với quan điểm triết học của các bộ phái sơ khai. Tuy nhiên, người ta thấy có sự khác biệt đáng kể giữa các cộng đồng Theravādin khác nhau, thường liên quan đến tính nghiêm ngặt của việc thực hành giới luật và thái độ đối với abhidhamma . Tuy nhiên, cả hai điều này đều là những khía cạnh tác động của các nhóm Vibhajjavādin đối với Tam tạng kinh điển, và sự khác biệt giữa các nhóm Theravāda hiện tại chủ yếu là sự nhấn mạnh về một khía cạnh nào đó, chứ không phải nội dung, của Tam tạng kinh điển hoặc các chú giải. Tipiṭaka của Theravāda và nội dung chính các bài luận của nó được cho là đến từ (hoặc bị ảnh hưởng nặng nề bởi) Sthaviravādin và đặc biệt là các nhánh Vibhajjavādin sau đó.
Di sản của các bộ phái sơ kỳ khác được bảo tồn trong các truyền thống Đại thừa khác nhau. Tất cả các trường phái của Phật giáo Tây Tạng đều sử dụng luật Mūlasarvāstivāda và nghiên cứu về luận pháp của Nhất thiết hữu bộ, được bổ sung bằng các văn bản Đại thừa và Kim cương thừa. Phật giáo Trung Quốc sử dụng Luật tạng của Dharmagupta, và cũng có các phiên bản của các bộ phái khác. Những mảnh rời rạc kinh văn từ các bộ phái này cũng tồn tại như Mahāvastu của Mahāsānghika.
Thảo luận về sự khác biệt trong quan điểm của họ bao gồm Kathāvatthu và bản dịch Hán ngữ hoặc Tạng ngữ của Samayabhedoparacanacakra (異部宗輪論, Dị bộ tông luân luận), Abhidharmamahāvibhāsā-śāstra (大毘婆沙論, Đại tỳ-bà-sa luận), Abhidharmakośa-śāstra (俱舍論, Câu-xá luận), Abhidharma-nyāyānusāra (順正理論, Thuận chính luận), Abhidharma-kośa-samaya-pradīpikā (顯宗論, Hiền tông luận)...

## Niên đại
| Biểu thời gian: Phát triển và truyền bá truyền thống Phật giáo (khoảng từ 450 TCN – 1300 )   |                                |                   |                      |                                                                   |                                                                   |                      |                  |                |                |                |        |  |
|                                                                                              |                                |                   |                      |                                                                   |                                                                   |                      |                  |                |                |                |        |  |
|                                                                                              | 450 TCN                        | 450 TCN           | 250 TCN              | 100                                                               | 100                                                               | 500                  | 500              | 700            | 800            | 800            | 1200   |  |
|                                                                                              |                                |                   |                      |                                                                   |                                                                   |                      |                  |                |                |                |        |  |
| Ấn Độ                                                                                        | Phật giáo Nguyên thủy          |                   |                      |                                                                   |                                                                   |                      |                  |                |                |                |        |  |
| Ấn Độ                                                                                        | Phật giáo Nguyên thủy          | Phật giáo Bộ phái | Phật giáo Bộ phái    | Phật giáo Bộ phái                                                 | Phật giáo Bộ phái                                                 | Đại thừa             | Đại thừa         | Kim cương thừa | Kim cương thừa | Kim cương thừa |        |  |
| Ấn Độ                                                                                        | Phật giáo Nguyên thủy          | Phật giáo Bộ phái | Phật giáo Bộ phái    | Phật giáo Bộ phái                                                 | Phật giáo Bộ phái                                                 |                      |                  |                |                |                |        |  |
| Ấn Độ                                                                                        | Phật giáo Nguyên thủy          |                   |                      |                                                                   |                                                                   |                      |                  |                |                |                |        |  |
| Ấn Độ                                                                                        | Phật giáo Nguyên thủy          |                   |                      |                                                                   |                                                                   |                      |                  |                |                |                |        |  |
|                                                                                              |                                |                   |                      |                                                                   |                                                                   |                      |                  |                |                |                |        |  |
| Sri Lanka & Đông Nam Á                                                                       |                                |                   |                      |                                                                   |                                                                   |                      |                  |                |                |                |        |  |
| Thượng tọa bộ                                                                                |                                |                   |                      |                                                                   |                                                                   |                      |                  |                |                |                |        |  |
|                                                                                              |                                |                   |                      |                                                                   |                                                                   |                      |                  |                |                |                |        |  |
|                                                                                              |                                |                   |                      |                                                                   |                                                                   |                      |                  |                |                |                |        |  |
| Phật giáo Tây Tạng                                                                           |                                |                   |                      |                                                                   |                                                                   |                      |                  | Nyingma        | Nyingma        |                |        |  |
| Phật giáo Tây Tạng                                                                           |                                |                   |                      |                                                                   |                                                                   |                      |                  | Nyingma        | Nyingma        |                |        |  |
| Phật giáo Tây Tạng                                                                           | Kadam                          |                   |                      |                                                                   |                                                                   |                      |                  | Nyingma        | Nyingma        |                |        |  |
| Phật giáo Tây Tạng                                                                           | Kagyu                          |                   |                      |                                                                   |                                                                   |                      |                  | Nyingma        | Nyingma        |                |        |  |
| Phật giáo Tây Tạng                                                                           | Dagpo                          |                   |                      |                                                                   |                                                                   |                      |                  | Nyingma        | Nyingma        |                |        |  |
| Phật giáo Tây Tạng                                                                           | Sakya                          |                   |                      |                                                                   |                                                                   |                      |                  | Nyingma        | Nyingma        |                |        |  |
| Phật giáo Tây Tạng                                                                           | Jonang                         |                   |                      |                                                                   |                                                                   |                      |                  | Nyingma        | Nyingma        |                |        |  |
|                                                                                              |                                |                   |                      |                                                                   |                                                                   |                      |                  |                |                |                |        |  |
| Phật giáo Đông Á                                                                             |                                |                   |                      | Bộ phái (Phật giáo Nam truyền) và Đại thừa (Phật giáo Bắc truyền) | Bộ phái (Phật giáo Nam truyền) và Đại thừa (Phật giáo Bắc truyền) |                      | Tangmi           | Tangmi         | Tangmi         | Tangmi         | Tangmi |  |
| Phật giáo Đông Á                                                                             |                                | Nara (Rokushū)    | Nara (Rokushū)       | Bộ phái (Phật giáo Nam truyền) và Đại thừa (Phật giáo Bắc truyền) | Bộ phái (Phật giáo Nam truyền) và Đại thừa (Phật giáo Bắc truyền) | Shingon              | Shingon          | Shingon        |                |                |        |  |
| Phật giáo Đông Á                                                                             | Chan                           |                   |                      | Bộ phái (Phật giáo Nam truyền) và Đại thừa (Phật giáo Bắc truyền) | Bộ phái (Phật giáo Nam truyền) và Đại thừa (Phật giáo Bắc truyền) |                      |                  |                |                |                |        |  |
| Phật giáo Đông Á                                                                             | Thiền, Seon                    |                   |                      | Bộ phái (Phật giáo Nam truyền) và Đại thừa (Phật giáo Bắc truyền) | Bộ phái (Phật giáo Nam truyền) và Đại thừa (Phật giáo Bắc truyền) |                      |                  |                |                |                |        |  |
| Phật giáo Đông Á                                                                             |                                | Zen               |                      | Bộ phái (Phật giáo Nam truyền) và Đại thừa (Phật giáo Bắc truyền) | Bộ phái (Phật giáo Nam truyền) và Đại thừa (Phật giáo Bắc truyền) |                      |                  |                |                |                |        |  |
| Phật giáo Đông Á                                                                             | Thiên Thai / Tịnh Độ           |                   |                      | Bộ phái (Phật giáo Nam truyền) và Đại thừa (Phật giáo Bắc truyền) | Bộ phái (Phật giáo Nam truyền) và Đại thừa (Phật giáo Bắc truyền) |                      |                  |                |                |                |        |  |
| Phật giáo Đông Á                                                                             | Tendai                         |                   |                      | Bộ phái (Phật giáo Nam truyền) và Đại thừa (Phật giáo Bắc truyền) | Bộ phái (Phật giáo Nam truyền) và Đại thừa (Phật giáo Bắc truyền) |                      |                  |                |                |                |        |  |
| Phật giáo Đông Á                                                                             | Nichiren                       |                   |                      | Bộ phái (Phật giáo Nam truyền) và Đại thừa (Phật giáo Bắc truyền) | Bộ phái (Phật giáo Nam truyền) và Đại thừa (Phật giáo Bắc truyền) |                      |                  |                |                |                |        |  |
| Phật giáo Đông Á                                                                             | Jōdo-shū                       |                   |                      | Bộ phái (Phật giáo Nam truyền) và Đại thừa (Phật giáo Bắc truyền) | Bộ phái (Phật giáo Nam truyền) và Đại thừa (Phật giáo Bắc truyền) |                      |                  |                |                |                |        |  |
|                                                                                              |                                |                   |                      |                                                                   |                                                                   |                      |                  |                |                |                |        |  |
| Trung Á                                                                                      |                                |                   | Phật giáo Hy Lạp hóa | Phật giáo Hy Lạp hóa                                              | Phật giáo Hy Lạp hóa                                              | Phật giáo Hy Lạp hóa |                  |                |                |                |        |  |
| Trung Á                                                                                      |                                |                   |                      |                                                                   |                                                                   |                      |                  |                |                |                |        |  |
| Trung Á                                                                                      | Phật giáo qua Con đường tơ lụa |                   |                      |                                                                   |                                                                   |                      |                  |                |                |                |        |  |
|                                                                                              |                                |                   |                      |                                                                   |                                                                   |                      |                  |                |                |                |        |  |
|                                                                                              | 450 TCN                        | 450 TCN           | 250 TCN              | 100                                                               | 100                                                               | 500                  | 500              | 700            | 800            | 800            | 1200   |  |
| \| \| Chỉ dẫn: \| \| = Thượng tọa bộ \| \| = Đại thừa \| \| = Kim cương thừa \| \| = Khác \| |                                |                   |                      |                                                                   |                                                                   |                      |                  |                |                |                |        |  |
|                                                                                              | Chỉ dẫn:                       |                   | = Thượng tọa bộ      |                                                                   | = Đại thừa                                                        |                      | = Kim cương thừa |                | = Khác         |                |        |  |